# مرتضی طلائی
مرتضی طلائی (زادهٔ ۱۳۳۷ در اصفهان) سیاستمدار و نظامی ایرانی است که نایب رئیس پیشین شورای اسلامی شهر تهران، و رئیس پلیس پیشین تهران بزرگ است که در سال ۱۳۸۵ و در زمان فرماندهی اسماعیل احمدی مقدم فرمانده ناجا با درجه نظامی سردار سرتیپ دوم پاسدار بازنشسته شد. وی نماینده سومین دوره و نایب‌رئیس چهارمین دوره شورای شهر تهران از (۱۳۹۲ تا ۱۳۹۶) بوده است. وی همچنین ریاست ستاد شورایاری‌های شهر تهران را برعهده داشت و تشکیلات عریض و طویلی در این ستاد به راه انداخت.

## زندگی‌نامه
مرتضی طلائی در سال ۱۳۳۷ در یک خانواده پرجمعیت ۱۰ نفره در شهر اصفهان زاده شد. وی اصالتاً از محله شمس‌آباد خوزان خمینی‌شهر و فارغ‌التحصیل مقطع کارشناسی رشته علوم سیاسی از دانشگاه آزاد اسلامی واحد شهرضا (۱۳۶۷–۱۳۷۱) و کارشناسی ارشد برنامه‌ریزی امور فرهنگی از دانشگاه آزاد اسلامی واحد خوراسگان (۱۳۸۹–۱۳۸۷) است.
وی در سال ۱۳۵۸ ازدواج کرد و از این ازدواج صاحب سه فرزند شد. در سال ۱۳۷۰ به فرماندهی پلیس شهر اصفهان منصوب شد. وی در سال ۱۳۸۵ در زمان فرماندهی سید اسماعیل احمدی مقدم با درجه سرتیپ دوم از فرماندهی پلیس تهران بزرگ بازنشسته شد. پس از آن در انتخابات شورای اسلامی شهر تهران شرکت کرد و با به‌دست آوردن اکثریت آراء وارد دوره سوم شورای شهر تهران شد و ریاست کمیسیون فرهنگی اجتماعی شورای اسلامی شهر تهران را عهده‌دار شد.
طلایی سپس بدون استعفا از نمایندگی شورای شهر در انتخابات نهمین دوره مجلس شورای اسلامی از حوزه انتخابیه اصفهان شرکت کرد و پس از رقابت در دو مرحله، از حضور در مجلس بازماند.
طلایی همچنین ریاست ستاد انتخاباتی محمدباقر قالیباف در انتخابات ریاست‌جمهوری ۱۳۹۲ را عهده‌دار بود و در انتخابات دوره چهارم شورای شهر که همزمان با انتخابات ریاست جمهوری برگزار شد موفق شد بار دیگر عضو شورای شهر تهران شود. وی با رای اکثریت اعضا نایب رئیس شورای اسلامی شهر تهران در دوره چهارم شد. مرتضی طلایی در انتخابات هیئت رئیسه سال دوم دوره چهارم شورای شهر تهران درحالی‌که مهدی چمران به عنوان رئیس شورا انتخاب شد برای دومین سال پیاپی با عنوان نایب رئیس شورای شهر تهران انتخاب شد. وی همچنین ریاست ستاد شورایاری‌های شهر تهران را برعهده داشت و تشکیلات عریض و طویلی ایجاد کرد. وی مستمراً بر پاک‌دستی خود تأکید داشت و یاداوری می‌کرد که علیرغم ارتباط و دوستی دیرینه با محمد باقر قالیباف شهردار وقت تهران دو داماد دارد که بیکار هستند و برای اشتغال آنها از روابط خود استفاده نمی‌کند. طلایی در اعلام صلاحیت انتخابات شورای پنجم شهر تهران در تاریخ دوم اردیبهشت نود و پنج موفق به کسب صلاحیت نشد. متعاقب درخواست تجدید نظر گرچه نهایتاً صلاحیت وی تأیید شد اما نتوانست آرای کافی برای ورود به شورای شهر را کسب کند و با حدود ۵۴۰۰۰۰ رای اختلاف با آخرین فرد منتخب، نفر بیست و پنجم شد.

## مسئولیت‌ها
- فرماندهی بسیج منطقه ۳ اصفهان
- فرماندهی سپاه پاسداران انقلاب اسلامی شهرستان خوانسار.
- فرماندهی سپاه پاسداران انقلاب اسلامی شهرستان برخوار.
- فرماندهی سپاه پاسداران انقلاب اسلامی شهرستان میمه.
- فرماندهی سپاه پاسداران انقلاب اسلامی شهرستان کاشان.
- فرماندهی انتظامی شهرستان اصفهان.
- فرماندهی انتظامی استان مازندران.
- رئیس پلیس تهران بزرگ.
- عضو شورای اسلامی شهر تهران.
- رئیس کمیسیون فرهنگی اجتماعی شورای اسلامی شهر تهران
- نایب رئیس چهارمین دوره شورای اسلامی شهر تهران

## نقش طلایی در سرکوبناآرامی‌های تهران در سال ۱۳۸۲واعتراضات دانشجویی ۱۳۸۲ ایران

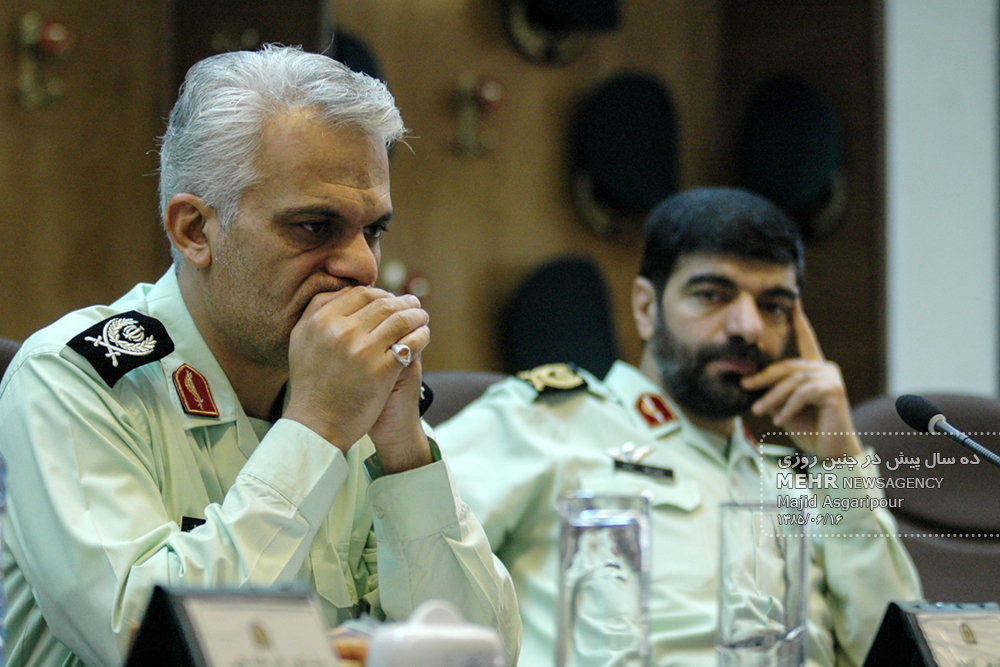
طلائی و احمدرضا رادان در دیدار فرماندهان ناجا با وزیر کشور، شهریور ۱۳۸۵

وی که از سال ۱۳۸۰ تا ۱۳۸۵ فرمانده انتظامی تهران بزرگ بود نقش اساسی در سرکوب و پایان دادن به اجتماعات اعتراضی تعداد قابل توجهی از مردم تهران در سالگرد حمله به کوی دانشگاه تهران (۱۳۷۸) را داشت.
طلایی در یادداشتی که در ۲۸ اردیبهشت ۱۳۹۲ در اختیار خبرگزاری مهر با عنوان «شب‌هایی که موهایم سفید شد» قرار داد، در مورد اتفاقات خرداد و تیر ۱۳۸۲ که تهران را در آستانه سقوط رسانده بود، نوشته است: «یک بار دیگر کوی دانشگاه و یک بار دیگر تجمعاتی که عده‌ای می‌کوشیدند بر موج آن سوار شوند. یک تجمع صنفی دانشجویی می‌رفت تا به بحرانی بزرگ تبدیل شود …
فتنه‌ای بزرگ بود، فضایی غبارآلود، مرز حق و باطل باریک اما ما بودیم و امر فرماندهی کل قوا، ما بودیم و همت برآنکه رضایت رهبری معظم از فرزندان حافظ نظم‌شان را به دست آوریم. ما بودیم و تدبیر فرماندهی ناجا بر صبر و تدبیر و حفظ امنیت، ما بودیم …
وی تاکنون چندین بار ناآرامی‌های ۱۳۸۲ تهران را روایت و نکته‌های تازه‌ای دربارهٔ آن بیان کرده است.

## گشت ارشاد و برخورد با بدحجابی
در دوره حضور او در ریاست ناجای تهران، مصوبه شورای عالی انقلاب فرهنگی زیر عنوان «طرح جامع عفاف» اجرا شد. پس از تصویب طرح ارتقای امنیت اجتماعی و تأیید آن توسط علی خامنه‌ای و محمود احمدی‌نژاد (رئیس وقت شورای عالی انقلاب فرهنگی)، این طرح به فرماندهی انتظامی جمهوری اسلامی ایران ابلاغ گردید. پس از آن گشت‌های ارشاد نیروی انتظامی در تهران آغاز به کار و بازداشتگاه وزرا در عباس‌آباد تهران پس از چند سال ازنو شلوغ شد.
طلائی در سال‌های خدمتش بارها بر برخورد با زنانی که «بدحجاب» می‌خواند، تأکید کرد. کافی‌شاپ‌های بسیاری به خاطر پذیرایی از دختران و پسران تعطیل شد و در خیابان جوانان زیادی بازداشت و جریمه شدند.

## رد و تأیید صلاحیت در انتخابات شورای شهر تهران
طلائی در ششمین دوره انتخابات شوراهای اسلامی شهر تهران در خرداد (۱۴۰۰) توسط هیئت مرکزی نظارت بر انتخابات، رد صلاحیت شد.
وی پس از رد صلاحیت خود در توئیتی، محمدباقر قالیباف را تهدید به بیان ناگفته‌ها کرد.
یک روز پس از این تهدید، او تأیید صلاحیت شد.

## جنجال کانادا
بر اساس عکس‌ها و فیلم‌های منتشر شده، مرتضی طلائی اکنون در کانادا اقامت دارد و به زندگی مشغول است.
پس از این حادثه او از پل طبیعت ویدئویی پخش کرد و فیلم‌ها را ساختگی خواند. اما پس از آن حرف خود را پس گرفت و گفت که برای «سفر» به کانادا رفته. او همچنین گفت: «اصلاً من صد تا سفر رفتم باید پاسخگو باشم؟ من دارم زندگی خودم را می‌کنم؛ شما جواب بدهید زندگی شخصی افراد به چه کسی مربوط است؟»

## تحریم
دولت کانادا در آذر ۱۴۰۱ چند فرمانده و نهاد نظامی ایران از جمله مرتضی طلایی را به دلیل نقش آن‌ها در «نقض فاحش و سیستماتیک حقوق بشر» و اقداماتی که «صلح و امنیت بین‌المللی را به خطر می‌اندازند» تحریم کرد.